# World of Tanks
World of Tanks (WoT) es un videojuego multijugador masivo en línea gratuito desarrollado por la empresa bielorrusa Wargaming, en el que los jugadores entablan batallas en vehículos blindados del siglo XX (1930-1960).
El modo de juego principal es el de jugador contra jugador (JcJ), en el que cada jugador controla un vehículo blindado. Los jugadores pueden elegir de entre cinco tipos de vehículos blindados distintos (tanques ligeros, medianos y pesados, antitanques y artillería autopropulsada). Cada tipo de vehículo tiene estilos de juego únicos y cumplen roles específicos en batalla. El juego está basado en el modelo de negocios “freemium”, que implica que el juego es totalmente gratuito para jugar, pero que los participantes tienen la opción de pagar para aprovechar características “premium”.
World of Tanks ha ganado el premio Golden Joystick en cuatro oportunidades (“Mejor MMO” en 2012, “Mejor juego en línea” en 2013 y el galardón “Aún jugado” en 2017 y 2018) y ha establecido dos Récords Guinness. En 2011, estableció el récord Guinness de “Más jugadores en un servidor MMO” (91 311 personas). Luego, el título de PC establecería otro récord: “Más jugadores en un cúmulo de servidores” (1 114 337 personas).[cita requerida]
Durante su desarrollo, World of Tanks ha colaborado con la banda de power metal sueca Sabaton, con el excapitán y arquero de Italia Gianluigi Buffon, con la franquicia de animé japonés “Girls und Panzer”, con el juego de mesa de guerra Warhammer 40,000, con el actor y artista marcial sueco Dolph Lundgren, y con el compositor de Silent Hill Akira Yamaoka. Otras colaboraciones han sido: Chuck Norris, Arnold Schwarzenegger, Milla Jovovich, Vinnie Jones y en el evento de navidad del año 2024 el invitado especial fue Jason Statham.
Desde su lanzamiento se ha convertido en un fenómeno cultural en varios países de todo el mundo. En marzo de 2018 el juego de PC tenía más de 160 000 000 de jugadores registrados mundialmente.
La serie World of Tanks se ha expandido a plataformas móviles de la mano de World of Tanks Blitz y a Xbox One, PlayStation 4 y Xbox 360 con World of Tanks: Mercenaries. Además de su expansión a otras plataformas, en 2013 se lanzó un juego de mesa titulado World of Tanks Rush. Además, Garth Ennis y Carlos Ezquerra escribieron historieta basada en el universo de World of Tanks llamada World of Tanks: Roll Out, que fue publicada por Dark Horse Comics.

## Juego
El jugador toma el control de un vehículo blindado de su elección y entra en batalla en un mapa aleatorio. El jugador puede controlar el movimiento del vehículo y los disparos, y se puede comunicar con los jugadores aliados mediante el chat.
World of Tanks no se trata solamente de infligir la mayor cantidad de daño; el juego hace hincapié en el plano táctico y estratégico, debido a que cada tipo de vehículo cumple un rol específico. Como cada vehículo tiene sus diferencias, ser consciente de las ventajas y desventajas contra puede significar la diferencia entre alcanzar la victoria o sufrir una derrota.
En todos los modos de juego (con la excepción de Línea del Frente) se puede alcanzar la victoria destruyendo a todos los vehículos enemigos antes de que se acabe el tiempo; en algunos modos, también se puede ganar capturando la base enemiga, capturando una base neutral o defendiendo la base aliada hasta que termine la batalla.

### Mecánicas de juego
RNG (Random Number Generator) Generador de Números Aleatorios, parte del juego que genera la aleatoriedad; Cuanto se desvian los disparos, si hacen más o menos daño, si dañan módulos / prenden fuego / explota la munición (ammo-rack). MM (MatchMaking) emparejador +- 2 (Tier) niveles.

### Tipos de vehículos
En World of Tanks, los jugadores podrán elegir de entre más de 700 vehículos creados por once naciones productoras de tanques. Algo fundamental en el universo de World of Tanks es que los vehículos se crean y se diseñan de la forma históricamente más precisa posible. El equipo de desarrollo de Wargaming invierte muchísimo tiempo en buscar planos en los museos de todo el mundo para recrear estos vehículos con el mayor nivel de autenticidad; incluso da vida a vehículos que solo existieron en papel o que nunca salieron de la mesa de diseño. 
Todos los vehículos se modelan para que se parezcan mucho a sus homólogos reales; sin embargo, ciertos parámetros se modificaron o simplificaron para que se ajusten mejor a las mecánicas de juego. Además de la autenticidad histórica de los vehículos, se han implementado algunos tanques más creativos y fantásticos en el juego, como el Primo Victoria, inspirado en Sabaton, y el KV-2 (R) Valhallan Ragnarok, una rareza hecha con muchos ingredientes del mundo de Warhammer 40 000.
Todas las naciones tienen, al menos, una línea de vehículos (denominadas árboles tecnológicos) que van desde el nivel I (1), el nivel inicial, hasta el nivel X (10), el nivel final.
Cada vehículo está compuesto por varios módulos: el cañón, la torreta, el motor, la suspensión y la radio. Todos los tanques de World of Tanks son únicos; algunos pueden ofrecer más o menos mejoras de módulos, y la cantidad de tripulantes puede variar de 2 a 6.
Los vehículos tienen distintos roles dentro del campo de batalla, que suelen estar vinculados a su tipo. Los tanques ligeros son ideales para detectar vehículos y asistir a los aliados, mientras que los tanques pesados suelen estar en el medio de las refriegas. 
Cada vehículo tiene un grosor de blindaje distinto. No todos los proyectiles penetran el blindaje de un vehículo; en el modo francotirador, la retícula del juego cambia de color para mostrar las probabilidades de penetración: el color rojo indica que la probabilidad es muy baja, mientras que el color verde significa que es muy probable que el proyectil del jugador perfore el blindaje del vehículo enemigo. Los valores de penetración de cada vehículo son distintos, y la elección de los proyectiles o del cañón puede influenciarlos.
En World of Tanks, hay cinco tipos distintos de vehículos:
Tanques ligeros
Estos tanques destacan por tener una maniobrabilidad increíble y un buen camuflaje, sacrificando armadura y poder de fuego, estos tanques son perfectos para detectar a los tanques enemigos y asistir al equipo en combate debido a su gran velocidad.
Tanques medianos
Tanques que son muy versátiles, poseen buena maniobrabilidad, poder de fuego considerable, armadura decente, buena puntería, y rango de visión. Suelen hacerlo bien en cualquier situación durante un combate.
Tanques pesados
Suelen ser tanques muy lentos, pero con una armadura muy fuerte haciendoles muy difícil a los enemigos penetrar su armadura. Además su poder de fuego es muy alto asi que suelen causar bastante daño a los tanques enemigos.
Antitanques
Vehículos con una armadura mediocre pero con un cañón muy preciso, de largo rango y muy alto daño. Estos vehículos poseen un camuflaje muy alto y suelen estar escondidos en arbustos disparando a los enemigos desde largas distancias.
Artillería autopropulsada
Son vehículos con cañones que pueden disparar desde una enorme distancia a los enemigos, pueden causar daño a varios tanques a la vez y aturdir a su tripulación debido a que usan balas explosivas. Lo malo de estos tanques es su enorme tiempo de recarga y su horrible vida y armadura. Si un tanque enemigo te detecta, lo más probable es que te destruyan.

### Progreso
Cada árbol tecnológico nacional está compuesto, al menos, por diez vehículos, y todos los jugadores comienzan con el tanque de nivel I (el vehículo inicial) de cada árbol. Algunas naciones tienen solo una rama de árbol tecnológico, mientras que otras tienen, al menos, una rama para cada tipo de vehículo.
Actualmente existen 11 naciones en el juego, estas son: URSS, Alemania, Estados Unidos, Checoslovaquia, Suecia, Italia, Francia, Reino Unido, China, Polonia y Japón.
En cada modo de batalla (con la excepción del entrenamiento en equipo), los jugadores ganan EXP y créditos, que pueden usarse para mejorar los vehículos, entrenar a la tripulación y para comprar módulos, equipamientos y tanques, respectivamente.

### Tipos de EXP
Hay tres tipos de EXP: EXP de tripulación, EXP de batalla y EXP libre. 
La EXP de tripulación se usa para entrenar tripulantes al 100 %, o con habilidades o pericias. Las habilidades funcionan tan pronto se las elige, y su efectividad aumenta con el entrenamiento; las pericias solo funcionan cuando se las lleva al 100%. Como ejemplos de habilidades y pericias, tenemos Sexto Sentido (un indicador que avisa que el jugador ha sido detectado), Reparaciones (disminuye el tiempo de reparación de los módulos del vehículo) y Mentor (la tripulación del jugador gana más EXP al final de cada batalla).
La EXP de batalla es la experiencia que ganas en batalla. Este tipo de XP se vincula al vehículo en el que se ganó, a menos que se la convierta en EXP libre con oro del juego. La XP de batalla también se puede usar para acelerar el entrenamiento de la tripulación de un vehículo automáticamente.
La EXP libre se gana al ritmo estable (a menos que se esté llevando a cabo algún evento especial) del 5 % de la EXP de batalla del jugador por cada batalla. La EXP libre no se limita a un vehículo específico y se puede usar en módulos, mejoras y entrenamiento de tripulación. La EXP libre se puede usar para investigar vehículos nuevos; sin embargo, los jugadores ya deben haber investigado a su predecesor y a los módulos necesarios para el siguiente vehículo.

### Créditos y EXP
Los jugadores reciben créditos y EXP según una cantidad específica de factores, como el daño infligido, los vehículos detectados y el daño asistido (mediante la detección de los vehículos enemigos o la destrucción de sus orugas). Los jugadores que tengan Cuenta Premium de World of Tanks reciben un 50 % más de créditos y EXP. Los créditos se usan para reparar y restaurar al vehículo, así que es posible perder créditos en una batalla.
Al obtener EXP y créditos, los jugadores pueden investigar y comprar vehículos de alto nivel. Los vehículos pueden tener módulos predeterminados que deben investigarse (y no comprarse) antes de alcanzar el siguiente nivel.
Las cuentas Premium de World Of Tanks varían de sus días de subscripción por ejemplo: 
1 Día premium: 200 Monedas de Oro
3 Días premium: 680 Monedas de 
Oro 
1 año premium 20,000 de Monedas de Oro (Varían de diferentes días y/o cantidad de días premium por las ofertas o promociones del juego) 
Cabe destacar que para tener acumulado oro en el juego se tiene que comprar con dinero real ya que en la consola Xbox 360 para realizar la compra tienes que tener la membresía Gold de cualquier mes.

### Armamento: Equipamiento y consumibles
Cuando se desbloquean los módulos, los jugadores podrán experimentar con una selección de armamento diferente para cada vehículo; las elecciones del jugador tendrán injerencia en el rol que cumple el vehículo en batalla.
Los jugadores también pueden optar por una selección de equipamiento y consumibles que se montan o se llevan en su vehículo. El equipamiento afecta ciertos parámetros de las estadísticas del vehículo; por ejemplo, si a un tanque se lo equipa con Ópticas revestidas, su rango de visión aumentará un 10 %.
Hay dos tipos de consumibles: estándar y premium. Por ejemplo, un kit de reparación estándar (llamado “Kit de Reparación Pequeño” en el juego) solo reparará un módulo dañado del vehículo del jugador; mientras que un kit de reparación premium (llamado “Kit de Reparación Grande” en el juego) reparará todos los módulos dañados del vehículo.

### Modos de juego
Batallas Aleatorias
Entre las Batallas Aleatorias hay tres modos de juego diferentes, y todos ofrecen un formato de 15 contra 15.
Estándar
En este modo, cada equipo tiene una base. El objetivo es eliminar al equipo enemigo o capturar su base en el transcurso de 15 minutos.
Asalto
En este modo, hay una base y pertenece al equipo defensor. El equipo atacante deberá capturar la base del equipo enemigo o eliminar al equipo enemigo. El equipo defensor deberá sobrevivir y defender su base durante 10 minutos.
Encuentro
En este modo, hay una base que no pertenece a ninguno de los dos equipos. Los equipos aparecen en lados opuestos del mapa y de la base. El objetivo es capturar la base o destruir a todos los vehículos enemigos. 
Si ambos equipos están en el círculo de captura de la base al mismo tiempo, la captura no se llevará a cabo.
Grandes Batallas
Grandes Batallas es un modo de juego especial donde se aumenta el límite de jugadores a 60 (30 contra 30). Se llevan a cabo en mapas más grandes y diseñados específicamente para que quepa la cantidad mayor de jugadores. Solo los tanques de nivel X pueden participar de este modo de batalla.
Línea del Frente
Lanzado en 2018, Línea del Frente es un evento de tiempo limitado que hace hincapié en vehículos de nivel VIII y en batallas de 30 contra 30. Cada equipo tiene sus propios objetivos:
· El equipo atacante tiene que atravesar las defensas del equipo enemigo y destruir, al menos, 3 de 5 emplazamientos que yacen en lo profundo de las líneas enemigas.
· Al capturar puntos clave, el equipo atacante gana tiempo adicional para llevar a cabo su objetivo.
· El equipo defensor tiene que rechazar los ataques enemigos y esperar a que se acabe el tiempo de batalla.
Una característica única del modo Línea del Frente es que los jugadores pueden reaparecer, lo que significa que pueden volver al campo de batalla luego de una breve espera. Sin embargo, los jugadores pueden elegir lanzarse a la batalla con otro vehículo cuando el anterior haya sido destruido o esperar hasta que el vehículo usado vuelva a estar disponible.
A principios de 2019, se anunció el regreso de Línea del Frente con un formato levemente modificado. En vez de ser un evento de una semana de duración, la temporada 2019 de Línea del Frente se llevó a cabo durante el transcurso de 10 meses, desde febrero a noviembre; el evento se realizó durante una semana de cada mes.
Batallas Clasificatorias
Las Batallas Clasificatorias son un modo de temporada basado en las reglas de las batallas estándar; cuenta con un emparejador en base a rangos y solo está disponible para vehículos de nivel X. Cada jugador comienza sin rango, pero puede subir de nivel ganando galones, que se les otorgan a los distintos jugadores según qué posición hayan alcanzado dentro de su equipo en cuanto a EXP base obtenida. Los galones se usan para ubicar a los jugadores en las distintas ligas y divisiones y para otorgarles rangos.
Batallas de Equipo
Presentadas como parte de la Actualización 9.4, las Batallas de Equipo hacían hincapié en un formato “7/54”. Cada equipo tenía siete jugadores, estaba limitado a usar vehículos de nivel VI, VII y VIII y, como máximo, podía tener cincuenta y cuatro puntos de nivel; por ejemplo, los equipos podían tener seis tanques de nivel VIII y uno de nivel VI.
El modo Batallas de Equipo se quitó del juego el 6 de agosto de 2019.
Entrenamiento en Equipo
En este modo, los jugadores (un mínimo de dos) pueden crear sus propias salas y seleccionar el mapa en el que desean jugar. Los jugadores no pueden obtener EXP o créditos dentro de este modo, y si bien las reparaciones de los vehículos son gratuitas, la restitución de consumibles y proyectiles no lo es.
Este modo se puede usar para experimentar con varias mecánicas de vehículos, aprender y comprender mapas nuevos, movimiento y planeamiento estratégico, y enseñarles los fundamentos a los jugadores nuevos en partidas 1 contra 1.

### Modos de juego especiales
Para marcar eventos significativos, como el Mundial de la FIFA, April Fools' y el centenario del debut del primer tanque de todos (el Mk. I), World of Tanks ha creado e implementado modos especiales por tiempo limitado. El primero de estos modos se agregó en April Fools' de 2014; en este modo, los jugadores jugaron en un entorno de 8-bits destruible a bordo de tanques creados con bloques. Debido a la demanda popular, la idea se repitió para la época de Año Nuevo de ese mismo año, pero el mapa se alteró para que se pudiera leer “NY 2015 WG” cuando se lo miraba desde arriba y se volvió más festivo y nevado.
Fútbol con tanques
Para celebrar el Mundial de la FIFA de 2014 de Brasil, se creó un nuevo modo de juego, conocido comúnmente como “Fútbol con tanques”. En este tipo de juego, los jugadores ingresaban a una arena de combate dentro de una cancha de fútbol, donde el objetivo principal era anotar goles. Cada jugado recibía un tanque especial, el T-62A Sport, que solo podía usarse en ese modo de juego. El modo se volvió a usar para el Campeonato Europeo de la UEFA de 2016 llevado a cabo en Francia. 
Para el Mundial de Fútbol de la FIFA de Rusia, el modo “Fútbol con tanques” se modificó. La mecánica principal seguía siendo la misma, pero los jugadores ahora podían elegir de entre tres vehículos diferentes: Defensor (E 100 Sport), Mediocampista (T-62A Sport) y Delantero (AMX 13 105 Sport). Cada uno de estos tanques cumplía un rol propio dentro del campo de juego y contaba con atributos y habilidades que los ayudaban a llevar a cabo dicho rol. Además, por primera vez, el modo de juego tenía un equipo de comentaristas, en el que se encontraba el exarquero de Italia y jugador de la Juventus Gianluigi Buffon.
Carrera de tanques
En septiembre de 2014, se implementó el modo Carrera de tanques. Dos equipos de tres personas cada uno viajaban por un mapa modificado (Puerto) para descubrir quién podía cruzar la línea de meta primero. Los jugadores también podían detener a los tanques enemigos disparándoles y destruyéndolos. Por último, los jugadores también podían capturar la base al final de la carrera o destruir a todos los tanques enemigos para alzarse con la victoria.
Este modo se volvió a implementar como parte del Festival de Blindados en 2019 y se lo bautizó como La Gran Carrera. Junto con otras mejoras, los jugadores tenían la opción de elegir tres vehículos: el T-50, el Leopard y una variante mejorada del Chaffee Sport de 2014.
Locura Lunar
Para April Fools' de 2016, un nuevo y exclusivo modo de juego llevó a los jugadores a un nuevo mundo de la mano de “Locura Lunar”. Los jugadores viajaban a través de cráteres, pozos de lava, lluvias de meteoritos y otros eventos aleatorios a bordo del IS-8 Ball, un tanque diseñado exclusivamente para este evento. 
Convoy
Para conmemorar el 100.° aniversario del Mk. I en septiembre de 2016, los jugadores pasaron a estar a cargo de un nuevo tipo de vehículo: los coches blindados. Todos los jugadores controlaban su propio coche blindado Lanchester de cuatro ruedas y su objetivo era defender el Mark I o detenerlo, según en qué bando estuvieran.
Último Frente
En julio de 2019, y durante dos semanas, se implementó un modo de JcE llamado Último Frente. Equipos de cinco personas tenían el objetivo de rechazar oleadas de vehículos blindados enemigos controlados por la computadora y que se volvían más fuertes en dos frentes distintos: Oriental y Occidental.
Cazador de Acero
En agosto de 2019, se implementó el modo Cazador de Acero, inspirado en los juegos del tipo “battle royale”. Veinte lobos solitarios o siete pelotones de tres jugadores tenían la oportunidad de elegir tres vehículos (uno de la URSS, otro de los EE. UU. y otro de Alemania; las tres naciones clásicas de World of Tanks) para luchar en un mapa especial llamado Área 404. Conforme la batalla avanzaba, el mapa se hacía más chico, y las zonas de riesgo y de muerte comenzaban a cubrirlo. 
Durante la batalla, los jugadores podían mejorar sus vehículos usando EXP de batalla, que podían obtener dañando o destruyendo a los enemigos o tomando las cajas de botín y los objetos de los tanques destruidos. Además, en estas cajas, los jugadores podían encontrar reservas de combate especiales que les otorgaban ventajas específicas; las reservas podían ayudar a los tanques aliados o dañar a los enemigos.
Modos de Halloween
Para Halloween de 2017, en un modo de JcE especial, los jugadores tenían la misión de detener al Leviatán y a sus esbirros, que se levantaban del inframundo para destruir el reino mortal. Todos los jugadores podían elegir uno de dos tanques específicos del modo: el Franken o el Stein. 
En 2018, World of Tanks implementó el Frente Oscuro, un modo de juego exclusivo para Halloween. Los jugadores se volvieron miembros de los Corredores Oscuros y tenían la misión de devolver Nebelburg a la normalidad, luego de que varias mutaciones lo corrompieran.

### Guerras de clanes
Las Guerras de clanes de World of Tanks están formadas por dos componentes: Fortalezas y el Mapa Global.
Fortalezas
Si un comandante de clan quiere, puede construir una Fortaleza. Cada Fortaleza comienza con un centro de comando y ocho sitios de construcción, donde se podrán construir estructuras adicionales.
Existen varios tipos de estructuras, pero solo se puede construir una de cada tipo. Para construir una estructura, se necesitan recursos industriales, que generalmente se consiguen mediante Avances o Escaramuzas; sin embargo, también se pueden conseguir en otros modos, como en las Batallas Aleatorias o Clasificatorias. Los Avances son una serie de batallas por recursos industriales entre los destacamentos de dos clanes que se luchan en cabezas de puente. Por su parte, las Escaramuzas son batallas entre el destacamento de un clan y un destacamento enemigo que se luchan sobre territorio neutral; el enemigo y el mapa se eligen al azar.
Algunas estructuras generan (consumiendo recursos industriales) consumibles y potenciadores de clan (también conocidos como reservas) que se pueden usar para aumentar temporalmente los créditos o la EXP de los miembros del clan y para habilitar ataques aéreos o de artillería durante una batalla por una Fortaleza. 
Mapa Global
El Mapa Global es una colección de frentes en un mapa interno del juego que está basado en ubicaciones mundiales reales. Cada frente del Mapa Global está compuesto por provincias que generan oro para el clan que las controla. Un clan puede ingresar al Mapa Global participando en un torneo para quedarse con el control de una provincia específica; en dicho torneo, se enfrentará a otros clanes y, por último, al dueño actual de la provincia.

## Desarrollo

### 2008 – 2011: De los primeros años al lanzamiento completo
El concepto original de World of Tanks nació en la mente de un pequeño equipo de desarrollo formado por Victor Kislyi, Slava Makarov, Pyotr Bityukov y Marat Karpeko en diciembre de 2008. Wargaming anunció el juego de forma oficial el 24 de abril de 2009. Ese mismo año, el equipo de desarrollo aseguró que el presupuesto para dar vida al juego sería el más grande que la Comunidad de Estados Independientes hubiera visto hasta entonces.
En septiembre de 2009, comenzaron las primeras pruebas alfa en la CEI. Las pruebas beta cerradas y abiertas comenzaron a principios de 2010 y junio de 2010, respectivamente, y solo para la región de la CEI. En julio de 2010, se lanzó la beta cerrada para la versión en inglés de World of Tanks, y la beta abierta comenzó en enero de 2011. Entre los dos períodos de la beta, unos 700 000 jugadores participaron de la versión en inglés.
El lanzamiento completo de World of Tanks para la CEI se llevó a cabo el 12 de agosto de 2010. En enero de 2011, World of Tanks alcanzó su primer hito importante con el registro de un millón de jugadores en todo el mundo, y el 24 de enero de 2011, el juego estableció un Récord Guinness en la categoría “Más jugadores en un servidor MMO”, con 91 311 jugadores. En febrero de 2011, se implementó un modo específico para clanes llamado Mapa Global. El juego se lanzaría en China el 15 de marzo de 2011 y en América del Norte y Europa el 12 de abril del mismo año.
En un principio, el juego contaba solo con dos naciones: Alemania y la Unión Soviética. En noviembre de 2010, se agregó una nueva nación a la armería de World of Tanks: Estados Unidos. Al año siguiente, se agregaría otra nación: Francia. El árbol tecnológico de Francia trajo una mecánica nueva, los tanques con autocargador, lo que significaba que los jugadores podrían disparar varios proyectiles muy rápidamente.

### 2012
En septiembre de 2012, se lanzó la Actualización 8.0, que mejoró la iluminación, las físicas y los sonidos del juego, y en la que se implementaron las sombras. En octubre de 2012, se agregó una quinta nación (y la primera potencia fabricante de tanques de la historia): el Reino Unido. Ese mismo mes, un año luego de su lanzamiento, World of Tanks recibió su primer galardón Golden Joystick en la categoría “Mejor juego MMO”. Al cierre del año 2012, World of Tanks alcanzó el hito de tener 45 millones de jugadores registrados en todo el mundo.

### 2013
Como parte de la Actualización 8.3, se agregó a la nación China en enero de 2013. A fines de 2013, World of Tanks puso el foco en Japón, donde lanzó el juego completo, dio inicio a una asociación con el animé Girls und Panzer y lanzó los vehículos nipones, en septiembre y diciembre respectivamente. En diciembre de 2013, World of Tanks alcanzó el hito de tener 75 millones de jugadores registrados en todo el mundo y recibió su segundo galardón Golden Joystick, esta vez en la categoría “Mejor juego en línea”.

### 2014
El 14 de enero de 2014, World of Tanks estableció otro Récord Guinness en la categoría “Más jugadores en un cúmulo de servidores” con 1 114 337. En abril de 2014 y con el lanzamiento de la Actualización 9.0, bautizada “Nuevas Fronteras”, se mejoraron los efectos de disparo, se implementó la interacción superficial físicamente realista, las torretas comenzaron a volar con las explosiones y se presentaron los primeros modelos de tanque en alta definición. Más tarde, en julio de 2014, la Actualización 9.2 trajo consigo otro de los elementos clave de las Guerras de Clanes actuales, las Fortalezas, mediante las cuales se otorgaban bonificaciones y recompensas de clanes.
En octubre de 2014, Wargaming y World of Tanks se asociaron con la película Fury, de Dan Ayers. Los jugadores tuvieron la posibilidad de utilizar una réplica del tanque epónimo durante un tiempo limitado, junto a “Wardaddy”, encarnado en la piel de Brad Pitt, como su comandante.

### 2015
A fines de 2015 y al poco tiempo de su lanzamiento, se dio un paso atrás con la Actualización 10.0, bautizada “Rubicon”. Luego de leer los comentarios de los jugadores, la actualización pasó a llamarse Actualización 9.12. La principal implementación de la actualización era un nuevo modo de juego llamado “Masacre”, en el que los jugadores podían reaparecer y donde había batallas entre varios equipos y muchos tanques por batalla (algunas de estas funciones pertenecen ahora al modo “Línea del Frente”). 
El 2015 se cerró con la Actualización 9.13 y la llegada de la octava nación: Checoslovaquia.

### 2016
En marzo de 2016 se lanzó la Actualización 9.14, se cambió el motor de sonido a Audiokinetic Wwise y se mejoraron los vehículos, que pasaron a ser más realistas y vívidos. Ese mismo mes, World of Tanks alcanzó otro hito: 120 millones de jugadores registrados mundialmente.
En abril de 2016, Wargaming anunció que se estaba desarrollando una historieta basada en el universo de World of Tanks. Titulada World of Tanks: Roll Out, la serie de cinco capítulos estaría a cargo de los escritores Garth Ennis y Carlos Ezquerra, y sería publicada por Dark Horse Comics.
En julio de 2016 y en asociación con Belavia (la aerolínea nacional bielorrusa), Wargaming lanzó un Boeing 737-300 con un diseño exclusivo de World of Tanks.
En diciembre de 2016, se anunció la llegada de la novena nación: Suecia. Como parte de la Actualización 9.17, Wargaming anunció que Dolph Lundgren sería el embajador tanquista inaugural por el lanzamiento de los vehículos suecos. Mediante algunos de estos vehículos, se implementó una mecánica nueva, el modo asedio, que permitía a los jugadores aumentar sus ángulos de depresión, a expensas de velocidad y movilidad.

### 2017
En abril de 2017, se lanzó la Actualización 9.18 con estos cambios: modificaciones a gran escala a la artillería y sus mecánicas, un sistema de emparejamiento nuevo y tanques ligeros de nivel IX (9) y X (10).
En agosto de 2017, se lanzó la Actualización 9.20, en la que se presentaba un nuevo modo de juego, las Grandes Batallas; escaramuzas de 30 contra 30 en mapas el doble de grandes que los regulares. Ese mismo mes, Wargaming y World of Tanks anunciaron una colaboración con la banda de metal sueca Sabaton con la que grabaron un video al estilo de World of Tanks para la canción “Primo Victoria”. Junto con el lanzamiento del video musical, se dio vida al tanque Primo Victoria (basado en el sueco Strv 81), que llevaba el logo de Sabaton y tripulación propia. Todos los tripulantes tenían similitudes visuales con los miembros de Sabaton, y la voz principal, Joakim Brodén, realizó el doblaje del comandante del tanque.
En diciembre de 2017, World of Tanks ganó su tercer galardón Golden Joystick, esta vez en la categoría “Aún jugado”.

### 2018
En marzo de 2018, se lanzó la actualización más grande en la historia de World of Tanks. Bautizada como Actualización 1.0, aumentó la fidelidad visual y aural del juego con el nuevo motor gráfico Core, desarrollado en Wargaming y con una banda sonora orquestal completamente nueva que se grabó con la Orquesta Sinfónica de Praga. Ese mismo mes, World of Tanks alcanzó otro hito: 160 millones de jugadores registrados mundialmente.
En mayo de 2018, Wargaming y World of Tanks anunciaron una asociación con el arquero de Italia y la Juventus Gianluigi Buffon, como parte del modo de juego por tiempo limitado “Fútbol con tanques” y la presentación del árbol tecnológico italiano. De la mano del árbol tecnológico italiano se presentó una mecánica nueva, la autorrecarga, similar a los autocargadores franceses, pero con la diferencia de que el tambor se recargaría automáticamente aun si estaba vacío. Buffon se convirtió en embajador tanquista y en comentador del modo de juego “Fútbol con tanques”. En junio de 2018, se agregó un comandante con la similitud física y la voz de Buffon.
En agosto de 2018 y como parte de la Actualización 1.1, se lanzó el árbol tecnológico polaco. En diciembre de 2018, World of Tanks volvió a ganar el galardón Golden Joystick en la categoría “Aún jugado” y se convirtió así en el primer juego en la historia en conseguirlo. Ese mismo mes, Wargaming y World of Tanks anunciaron una extensión de su asociación con Belavia. Se decoró el exterior y el interior de un Embraer 195; de esta manera, este avión se convirtió en la primera nave en haber sido decorada tanto interna como externamente con un diseño de un videojuego.

### 2019
En febrero de 2019, se implementaron los tanques con ruedas dentro de la clase de tanques ligeros. Estos vehículos se diseñaron para ser exploradores activos, en comparación de sus colegas con orugas, que sirven tanto para explorar el mapa de forma activa o pasiva.
En agosto de 2019, World of Tanks lanzó su primer Festival Blindado para conmemorar el 9.° aniversario del lanzamiento del juego. El evento, que duró dos meses, estaba compuesto por cinco subeventos individuales, entre los que se destacó la vuelta de las Carrera de tanques (que se había visto por última vez en 2014) y el modo Cazador de Acero, inspirado en el mundo de los juegos “battle-royale”.
En septiembre de 2019, se anunció la asociación con la banda de punk estadounidense The Offspring. El cuarteto californiano pasó a formar parte del juego como tripulantes de su propio vehículo premium, el “Pretty Fly”, bautizado en honor al single de la banda “Pretty Fly (For a White Guy)” de 1998.

## Versiones
World of Tanks se ha desarrollado para varias plataformas. 

### World of Tanks: Mercenaries
En la E3 de 2013, se anunció el lanzamiento de World of Tanks: Xbox 360 Edition como parte de la conferencia de Microsoft. Desarrollado por Wargaming West (antes conocido como Day One Studios), la versión de Xbox 360 se lanzó el 12 de febrero de 2014. En julio de 2015, se lanzó la versión de Xbox One, en la que por primera vez los jugadores de Xbox One y Xbox 360 podrían enfrentarse entre sí. En enero de 2016, se lanzó la versión de PlayStation 4.

### World of Tanks Blitz
Ese mismo año, se anunció World of Tanks Blitz, la versión móvil de World of Tanks para tabletas y teléfonos inteligentes con sistemas operativos con Windows 10, Android y iOS. El juego hace hincapié en batallas de 7 contra 7, en comparación con las batallas de 15 contra 15 de PC y consolas.
La prueba de la beta cerrada (CBT) comenzó el 19 de marzo de 2013 y duró hasta el 3 de abril. World of Tanks Blitz se lanzó (solo para iOS) en mayo de 2014 y en países específicos de Europa, entre los que se incluyen Suecia, Noruega, Finlandia, Dinamarca e Islandia. El 27 de junio de 2014, se lanzó en América del Norte (solamente para iOS). En Rusia se llevó a cabo una prueba beta de la versión para Android, y World of Tanks Blitz se lanzó mundialmente el 4 de diciembre de 2014.
El juego se lanzó en la tienda Windows Store el 28 de diciembre de 2015 para los usuarios de PC con Windows 10, y el 9 de noviembre de 2016, World of Tanks Blitz llegó a la tienda de Microsoft Store y Steam.
A junio de 2018, World of Tanks Blitz ha acumulado más de cien millones de descargas.

## Recepción
Según el sitio web de reseñas Metacritic, World of Tanks recibió “reseñas generalmente favorables”. GameZone le dio a la versión de PC una puntuación de ocho sobre diez y declaró: “Para ser un juego gratuito, World of Tanks es endemoniadamente detallado y tiene una mecánica de combate que no se aprende de un día para el otro. Mientras más aprendes sobre el juego y mientras más juegas, mejor jugador te convertirás”.
Nathan Meunier, de Gamespot, también le dio al juego una puntuación de ocho sobre diez y dijo lo siguiente: “Mientras más te sumerges en World of Tanks, más rápido se convertirá en un fantástico arenero de poderío militar y mortales bestias blindadas”.

### Galardones
En la E3 de 2010, se anunció a World of Tanks como el “Mejor nuevo concepto” y, desde su lanzamiento, ha ganado cuatro galardones Golden Joystick: “Mejor MMO” en 2012, “Mejor juego en línea” en 2013 y “Aún jugado” en 2017 y 2018, de forma tal que se convirtió en el primer juego en la historia en ganar dicho galardón dos años seguidos.
World of Tanks también ha establecido dos Récord Guinness. En 2011, estableció el récord Guinness de “Más jugadores en un servidor MMO” con 91 311 personas. En 2014, establecería otro récord: “Más jugadores en un cúmulo de servidores” con 1 114 337 personas.